# Liste der Kreisstraßen in Essen
Die Liste der Kreisstraßen in Essen ist eine Auflistung der Kreisstraßen in der kreisfreien Stadt Essen, Nordrhein-Westfalen.

## Abkürzungen
- K: Kreisstraße
- L: Landesstraße

## Liste
Die Kreisstraßen behalten die ihnen zugewiesene Nummer innerhalb von Nordrhein-Westfalen auch bei einem Wechsel in einen Kreis oder in eine andere kreisfreie Stadt. Nicht vorhandene bzw. nicht nachgewiesene Kreisstraßen werden in Kursivdruck gekennzeichnet, ebenso Straßen und Straßenabschnitte, die unabhängig vom Grund (Herabstufung zu einer Gemeindestraße oder Höherstufung) keine Kreisstraßen mehr sind.
Der Straßenverlauf wird in der Regel von Nord nach Süd und von West nach Ost angegeben.
| Nr.  | Verlauf |
| ---- | --- |
| K 1  | L 229 – Germaniastraße – Haus-Berge-Straße – L 20 – Haus-Berge-Straße – Pferdebahnstraße – K 16 – Pferdebahnstraße – |
| K 3  | L 20 – Wittenbergstraße – L 441 L 63 – Heisinger Straße – Petzelsberg – Königsiepen – – Wuppertaler Straße – Kampmannbrücke – Poststraße – L 191 – Byfanger Straße – Niederweniger Straße – Stadtgrenze                                           |
| K 4  | L 442 – Charlottenhofstraße – Stadtgrenze – (K 4 im Kreis Mettmann) |
| K 5  | L 654 – Ruhrau – Dahlhauser Straße – K 12 – Dahlhauser Straße – Stadtgrenze – (K 5 in Bochum) |
| K 6  | (K 6 in Oberhausen) – Stadtgrenze – Nathlandstraße – Stadtgrenze am südlichen Straßenrand – Oberhausener Straße – |
| K 8  | K 14 – Freiheit – Kruppstraße – – Holsterhauser Straße – – Holsterhauser Straße – K 17 – Holsterhauser Straße – K 17 – Holsterhauser Straße – L 20 – Holsterhauser Straße – Sommenburgstraße – L 176                                              |
| K 9  | (K 9 in Mülheim an der Ruhr) – Stadtgrenze – Frohnhauser Straße – L 20 – Frohnhauser Straße – L 64 |
| K 11 | L 191 – Am Zehnthof – L 643 – Krayer Straße – Wattenscheider Straße – K 12 |
| K 12 | L 643 – Korthover Weg – Rodenseelstraße – K 11 – Rodenseelstraße – L 654 – Sachsenring – K 5 |
| K 13 | L 643 – Alte Bottroper Straße – Weidkamp – L 229 – Stolbergstraße – Otto-Brenner-Straße – L 20 – Wüstenhöferstraße |
| K 14 | L 20 – Richard-Wagner-Straße – Helbingstr. – Gildehofstr./Bernestraße – L 448 – Alfredistraße – Engelbertstraße – Elisenstraße – L 191 – Elisenstraße – Elisabethstraße – L 20 – Hubertstraße – K 27 – Hubertstraße – K 18 – Hubertstraße – L 643 |
| K 15 | L 64 – Hindenburgstraße – K 8 – Bismarckstraße - L 451 |
| K 16 | L 448 – Ellernstraße – Ellernplatz – – Berthold-Beitz-Boulevard – L 64 – Berthold-Beitz-Boulevard – K 1 – Berthold-Beitz-Boulevard – – Berthold-Beitz-Boulevard – L 64                                                                            |
| K 17 | K 8 – Kahrstraße – – Kahrstraße – Witteringstraße – Moltkestraße – K 14 – Moltkestraße – K 25 – Moltkestraße – L 20 – Moltkestraße – L 448 |
| K 18 | Stadtgrenze – Schalker Straße – L 64 – Katernberger Straße – Schonnebeckhöfe – Ückendorfer Straße – K 21 – Karl-Meyer-Straße – Dornbuschhegge – L 452 – Huestraße – Matthias-Erzberger-Straße – Joachimstraße – K 14                              |
| K 19 | L 448 – Heßlerstraße – – Heßlerstraße – Stadtgrenze – (K 19 in Gelsenkirchen) |
| K 21 | (K 21 in Gelsenkirchen) – Stadtgrenze – Gelsenkirchener Straße – K 18 – Gelsenkirchener Straße – L 452 |
| K 23 | K 5 – Höntroper Straße – Stadtgrenze – (K 23 in Bochum) |
| K 24 | L 925 – Burgstraße – Stadtgrenze – (K 24 im Ennepe-Ruhr-Kreis) – Stadtgrenze – (K 24 in Bochum) |
| K 25 | L 451 – Ruhrallee – K 17 – Ruhrallee – L 20 – |
| K 27 | Nünningbrücke – K 14 – Am Technologiepark – – Am Technologiepark – Schönscheidstraße – |
| K 31 | L 439 – Rodberger Straße – Stadtgrenze – (K 31 im Kreis Mettmann) |

## Quelle
- Landesvermessungsamt Nordrhein-Westfalen, Kreiskarte Nr. 60: Die kreisfreien Städte im Ruhrgebiet

Kreise:
Borken |
Coesfeld |
Düren |
Ennepe-Ruhr-Kreis |
Euskirchen |
Gütersloh |
Heinsberg |
Herford |
Hochsauerlandkreis |
Höxter |
Kleve |
Lippe |
Märkischer Kreis |
Mettmann |
Minden-Lübbecke |
Oberbergischer Kreis |
Olpe |
Paderborn |
Recklinghausen |
Rhein-Erft-Kreis |
Rheinisch-Bergischer Kreis |
Rhein-Kreis Neuss |
Rhein-Sieg-Kreis |
Siegen-Wittgenstein |
Soest |
Steinfurt |
Unna |
Viersen |
Warendorf |
Wesel |
Städteregion:
Aachen |
Kreisfreie Städte:
Bielefeld |
Bochum |
Bonn |
Bottrop |
Dortmund |
Duisburg |
Düsseldorf |
Essen |
Gelsenkirchen |
Hagen |
Hamm |
Herne |
Köln |
Krefeld |
Leverkusen |
Mönchengladbach |
Mülheim an der Ruhr |
Münster |
Oberhausen |
Remscheid |
Solingen |
Wuppertal